# Estación de Campo del Arpa
Camp de l'Arpa es una estación de la línea 5 del Metro de Barcelona situada debajo de la calle de la Industria en el distrito de San Martín de Barcelona.
La estación se inauguró en 1970 como parte de la Línea V y con el nombre de Campo del Arpa. En 1982 con la reorganización de los números de líneas a la numeración arábiga y cambios de nombre de estaciones pasó a ser una estación de la línea 5, y cambió su nombre por la forma catalana Camp de l'Arpa.
| << cabecera     | < estación              | línea | estación > | cabecera >>   |
| --------------- | ----------------------- | ----- | ---------- | ------------- |
| Metro           |                         |       |            |               |
| Cornellà Centre | Sant Pau \| Dos de Maig |       | La Sagrera | Vall d'Hebron |

- Datos: Q1866200
- Multimedia: Camp de l'Arpa metrostation / Q1866200